# Michael Dietz (Politiker)
Michael Conrad Dietz, auch Michael Diez (* 14. November 1781 in Schierstein; † 4. Oktober 1839 in Wiesbaden) war ein deutscher Müller und Politiker im Herzogtum Nassau.

## Leben
Dietz war der Sohn des Gastwirts („Zur Crone“ in Schierstein) und Gerichtsmanns Johann Conrad Dietz (* 18. April 1748 in Schierstein; † 11. November 1799 ebenda) und dessen Ehefrau Anna Susanna geborene Appel (* 22. März 1759 in Vilbel; † 5. August 1841 in Schierstein) der Tochter des Vilbeler Müllermeisters Johann Heinrich Appel. Dietz, der evangelischer Konfession war, heiratete am 16. Oktober 1810 in Wiesbaden Katharina Margaretha geborene Mahr (* 1. November 1781 in Wiesbaden; † 29. Oktober 1841 in Schierstein), die Tochter des Müllermeisters („Pfaffenmühle“) und Landwirts Johann Andreas Mahr.
Dietz war seit 1814 Ratsherr in Wiesbaden und Landhauptmann.
In einer Nachwahl für Jacob Bertram wurde er 1823 für die Gruppe der Gewerbetreibenden im Wahlkreis Wiesbaden in die Deputiertenkammer der Landstände des Herzogtums Nassau gewählt. 1825 und 1832 wurde er wiedergewählt. 1832 wurde sein Mandat aberkannt, nachdem er im Nassauischen Domänenstreit zu den Abgeordneten gehörte, die das Parlament aus Protest boykottiert hatten. Bei den Nachwahlen war er von einer Kandidatur ausgeschlossen.